# Lan de grâu cu corbi
Lan de grâu cu corbi este o pictură în ulei pe pânză de 50.5 × 103 cm, realizată în luna iulie a anului 1890 de pictorul olandez Vincent Willem van Gogh. Opera se află la Muzeul Van Gogh din Amsterdam.